# Mesa Mulianá
Mesa Mulianá (en griego, Μέσα Μουλιανά) es una localidad de Grecia ubicada en la isla de Creta. Pertenece a la unidad periférica de Lasithi y al municipio de Sitía. En el año 2011 la localidad contaba con una población de 208 habitantes.

## Arqueología

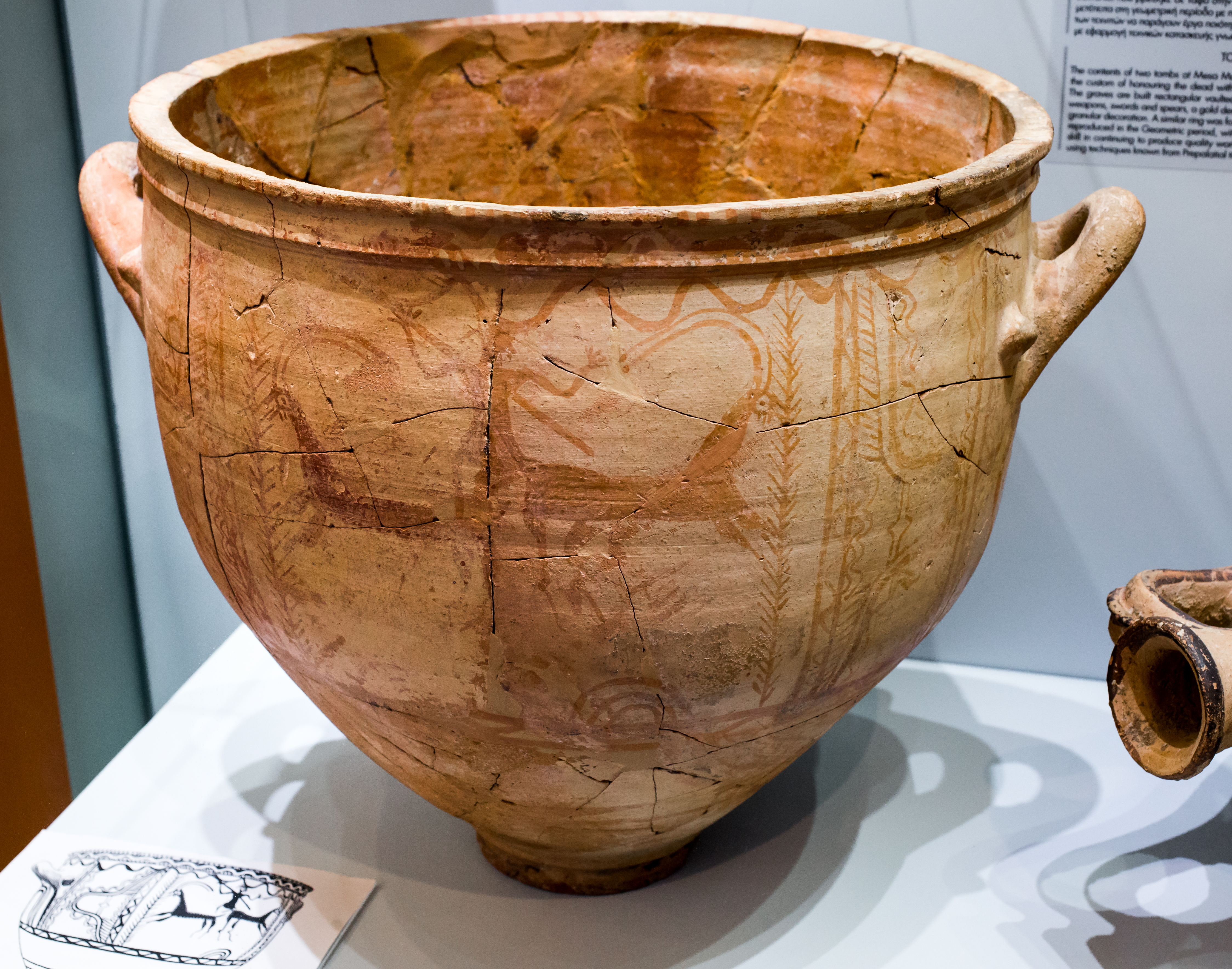
Cratera de época minoica reciente IIIC o protogeométrica hallada en Mesa Mulianá, Museo Arqueológico de Heraclión.

En esta localidad, en el yacimiento arqueológico de Sellades, el arqueólogo Stefanos Xanthoudides efectuó excavaciones en 1903 en las que sacó a la luz dos tumbas abovedadas. En la tumba A se realizaron enterramientos sucesivos —tanto inhumaciones como cremaciones— y su cronología se sitúa entre la última fase minoica (minoico reciente IIIC) y posiblemente las épocas submicénica y protogeométrica. La tumba B contenía una inhumación en un lárnax y otra en el suelo, y es posible que sea algo anterior a la tumba A. Otras tumbas similares también fueron sacadas a la luz por Xanthoudides en el cercano yacimiento de Vourlia.
Además, se han identificado en las proximidades muros que pueden corresponder a un asentamiento de esta época, aunque también se ha sugerido que estos enterramientos podrían estar asociados a otro asentamiento situado a unos 2 km al suroeste, en Kastello (Myrsini).
Entre los objetos hallados figuran una máscara de oro, vasijas de cerámica y metal, armas, anillos de oro, un disco de hueso, dos piezas de marfil, una pieza de hierro y, particularmente destacada, una cratera de la época minoica reciente IIIC o tal vez de la protogeométrica en la que se representa por un lado una escena de caza y por el otro, un hombre a caballo, con casco, lanza y escudo, que es la imagen de un jinete más antigua que se conoce en Creta. Las características de los enterramientos, en especial la presencia de la máscara y las armas, se consideran usos funerarios habituales de la civilización micénica. Se ha sugerido que los ocupantes de las tumbas pueden haber sido guerreros o jefes locales.